# Барткішке (Расейняйський район)
Барткішке (Bartkiškė) — село у Литві, Расейняйський район, Немакщяйське староство, знаходиться за 1 км від села Немакщяй. Станом на 2001 рік у селі проживало 11 людей. Протікає річка Балчія.

## Принагідно
- мапа із зазначенням місцерозташування [Архівовано 13 травня 2016 у Wayback Machine.]

| Литва | Це незавершена стаття з географії Литви. Ви можете допомогти проєкту, виправивши або дописавши її. |